# Исаев, Эльбрус Салех оглы
Эльбрус Салех оглы Исаев (азерб. Elbrus Saleh oğlu İsayev; род. 7 октября 1979, Нахичевань) — ректор Нахичеванского государственного университета (c 2019).

## Биография
Родился 7 октября 1979 года в г. Нахичевань. В 2000 году окончил Нахичеванский государственный университет. В 2002 году окончил магистратуру Нахичеванского государственного университета. Сферой исследования Исаева являлись политические репрессии. 
В 2006 году окончил докторантуру Нахичеванского государственного университета. Сферой исследования в докторантуре являлась история международных дипломатических, экономических, культурных отношений. Тема докторской диссертации — «Великий шёлковый путь и Нахичевань». Доктор наук.
С 1998 по 2001 год — председатель молодёжной организации Нахичеванского государственного университета. С 2001 по 2008 год — председатель Союза студентов Нахичеванского государственного университета.
С 2000 по 2005 год — редактор Нахичеванского государственного комитета телерадиовещания.
С 2000 по 2008 год являлся старшим преподавателем кафедры истории, с 2008 года — старшим преподавателем кафедры международных отношений Нахичеванского государственного университета. 
С 1997 по 2012 год — член Научного совета Нахичеванского государственного университета. 
С 2008 по 2012 год — декан магистратуры Нахичеванского государственного университета. 
В 2013 году являлся начальником кафедры гуманитарных наук, с 2014 по 2018 год — деканом факультета управления, доцентом кафедры международных отношений университета «Нахичевань». Также являлся членом Научного совета, с 2014 года членом редакции журнала «Научные произведения» данного университета.
С 2014 по 2018 год являлся учредителем и директором ООО «İstedad-XXI əsr» («Талант — 21 век»).
Ректор Нахичеванского института учителей (31 августа 2018  — 3 декабря 2019 ). Также являлся главным редактором журнала «Научные произведения» и председателем Научного совета данного университета.
Ректор Нахичеванского государственного университета (с 3 декабря 2019). Также является главным редактором журнала «Научные произведения», председателем Научного совета данного университета.  
Член союза журналистов Азербайджана (с 2012).
Автор более 50 документальных телепередач на исторические темы.
Автор более 60 научных и научно публицистических произведений, 1 монографии, 1 научного пособия, 2-х методических пособий.
Участвовал во многих международных конференциях.

## Научные публикации
- «Büyük ipek yolu ve türk dünyası» («Великий шёлковый путь и тюркский мир») Э. Исаев, М. Оздемир. Zeitschrift für die Welt der Türken / Journal of World of Turks 3 (1), 111-120 / 2011
- «Türk halklarinin ekonomik-kültürel iliskilerinde tarihi ipek yolunun rolü» («Роль великого шёлкового пути в экономических и культурных отношениях тюркского народа») М. Рзаев, Э. Исаев. TURAN: Stratejik Arastirmalar Merkezi 4 (14), 21 / 2012

## Награды
- Медаль «100-летие Азербайджанской Демократической Республики» (2019)
- Медаль «100-летие Бакинского Государственного Университета» (2019)
- Почётная грамота Министерства науки и образования Азербайджана (2007, за плодотворную деятельность по воспитанию молодого поколения и в связи с 40-летним юбилеем Нахичеванского государственного университета)